# Zygmunt Reliszko
Zygmunt Reliszko, ps. „Zygmunt”, „Bolesław Kołodziejski”, „Kołodziejski” (ur. 1 maja 1899 w Warszawie, zm. w lutym 1956 w Montrealu) – major piechoty Wojska Polskiego II RP, oficer Związku Walki Zbrojnej – Armii Krajowej i Narodowych Sił Zbrojnych.

## Życiorys
Urodził się 1 maja 1899 w Warszawie. Brał udział w wojnie polsko-bolszewickiej 1919–1920. W 1919 r. wyróżnił się na froncie jako podchorąży w załodze pociągu pancernego „Groźny”.
Po zakończeniu działań wojennych pozostał w wojsku. Służył w 76 Lidzkim pułku piechoty w Grodnie, a następnie 67 pułku piechoty w Brodnicy. Prowadził Szkołę Podchorążych Rezerwy Piechoty przy 67 pp. W 1932 r. pełnił służbę w 3 Okręgowym Urzędzie Wychowania Fizycznego i Przysposobienia Wojskowego w Grodnie. W międzyczasie ukończył Centrum Wyszkolenia Piechoty w Rembertowie.
Uczestniczył w wojnie obronnej 1939 r. jako zastępca dowódcy batalionu fortecznego „Mikołów” w składzie Grupy Operacyjnej „Śląsk”, który bronił odcinka frontu w rejonie wsi Wyry (województwo śląskie) na wschodnim Górnym Śląsku. Pod koniec września wraz z resztkami swojej jednostki przedostał się do Lasów Augustowskich.
Po przedostaniu się do Warszawy, zaangażował się w działalność konspiracyjną w ramach Związku Walki Zbrojnej. Zorganizował placówkę wywiadowczą pod kryptonimem „Zygmunt”, która za pośrednictwem ambasady japońskiej przekazywała meldunki do placówki Oddziału II w Berlinie. Meldunki te przez Sztokholm docierały do Sztabu Najwyższego Wodza w Londynie. Po agresji Niemiec na ZSRR 22 czerwca 1941 r., został przeniesiony do wydzielonej organizacji dywersyjnej „Wachlarz”. Został zastępcą dowódcy IV Odcinka, płka. Witolda Komierowskiego, a po jego wyrzuceniu w maju 1942 r., objął dowodzenie Odcinkiem. Wobec nadal pojawiających się nieprawidłowości w jego działalności 28 września został wezwany do sztabu „Wachlarza” w Warszawie, gdzie zarzucono mu zatajanie matactw poprzedniego zwierzchnika i pozbawiono dowództwa.
Major Reliszko wstąpił do Narodowych Sił Zbrojnych. W lutym 1943 r. został komendantem Kwatery Głównej KG NSZ, a w marcu tego roku objął dowodzenie Brygadą Dyspozycyjno-Zmotoryzowaną „Koło”. Jako jej dowódca brał udział w powstaniu warszawskim, walcząc na Starym Mieście i Śródmieściu. Według niektórych opracowań ppłk Z. Reliszko miał 29 września otrzymać za bohaterski udział w walkach wniosek odznaczeniowy do Orderu Virtuti Militari V klasy. Po kapitulacji został inspektorem Obszaru Zachodniego NSZ.
Po zakończeniu wojny uciekł przed NKWD do Szwecji, skąd wyemigrował do Kanady. Zmarł w lutym 1956 r. w Montrealu. Jest pochowany na cmentarzu weteranów „Field of Honour” w Pointe-Claire.

## Ordery i odznaczenia
- Krzyż Niepodległości (16 września 1931)[2][3]
- Krzyż Walecznych (1922)[4]
- Srebrny Krzyż Zasługi (10 listopada 1928)[5][3]
- Medal Zwycięstwa („Médaille Interalliée”)[6]